# جزیره رودخانه‌ای

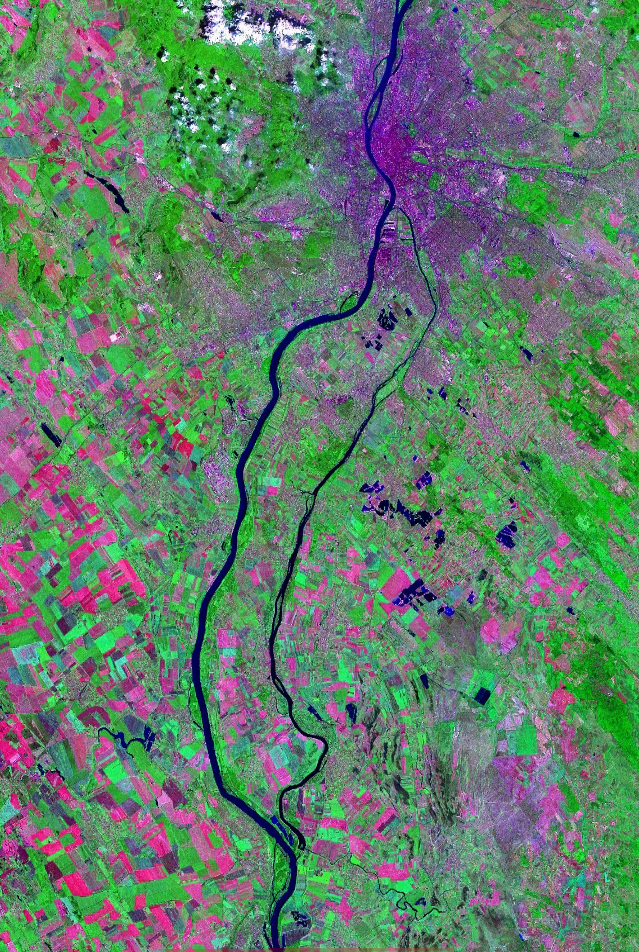
تصویر ماهواره‌ای جزیره سپل در مجارستان که در جنوب مرکز شهری بوداپست قرار دارد.

جزیره رودخانه‌ای خشکساری دارای رخنمون است که توسط آب‌های یک رود احاطه شده‌است. به درستی تعریف شده‌است، این تعریف از جزیره رودخانه‌ای، آب‌تل‌های موجود بین جریان‌های فصلی متغیر را مستثنی می‌کند و ممکن است جزایر نیمه‌ساحلی در دلتای رودخانه‌ها مانند ماراژو را حذف کند.
تشکیل این جزیره‌ها ناشی از تغییر در مسیر یک رودخانه است. چنین تغییراتی ممکن است در اثر برهم‌کنش رود با یک ریزابه یا با فرایندهای رودخانه‌ای مانند نهشته‌گذاری و/یا فرسایش فرسایش که یک برش و پیچ و خم طبیعی را تشکیل می‌دهند، ایجاد شود. آب‌تل‌های بدون پوشش گیاهی نوپا و پهنه‌های گلی ممکن است در این جزیره‌ها از طریق رسوب‌گذاری ایجاد شده، جابه‌جا شوند یا از بین روند. این فرایند ممکن است از طریق تقویت مصنوعی یا فرایندهای طبیعی انجام شود و گیاهانی مانند نخلیان، همیشه‌سبزها و بید مجنون به این فرایند کمک کنند؛ چرا که به عنوان موانع فرسایشی عمل می‌کنند و آب در اطراف آنها جریان دارد. جزیره‌های رودخانه‌ای ممکن است کوچک یا بزرگ باشند و چندین کیلومتر مربع را پوشش دهند.